# Caritohallex minyrrhopus
Caritohallex minyrrhopus är en mångfotingart som beskrevs av Crabill 1960. Caritohallex minyrrhopus ingår i släktet Caritohallex och familjen Ballophilidae.
Artens utbredningsområde är Panama. Inga underarter finns listade i Catalogue of Life.